# Поджо-Мояно
Поджо-Мояно (італ. Poggio Moiano, вен. Pojo Mojan) — муніципалітет в Італії, у регіоні Лаціо, провінція Рієті.
Поджо-Мояно розташоване на відстані близько 50 км на північний схід від Рима, 23 км на південь від Рієті.
Населення — 2781 особа (2014).

## Демографія
Населення за роками:

Станом на 1 січня 2023 року в муніципалітеті офіційно проживало 456 іноземців з 43 країн, серед них 187 громадян країн Євросоюзу та 21 громадянин України.

## Сусідні муніципалітети
- Колле-ді-Тора
- Фрассо-Сабіно
- Монтелеоне-Сабіно
- Поджо-Натіво
- Поццалья-Сабіна
- Рокка-Сінібальда
- Скандрилья
- Торричелла-ін-Сабіна